# Миргород (сборник)
«Ми́ргород» (февраль, 1835) — сборник повестей Николая Васильевича Гоголя, который позиционируется как продолжение «Вечеров на хуторе близ Диканьки». Повести в этом сборнике основаны на украинском фольклоре и имеют много общего между собой. Считается, что прототипами некоторых персонажей стали родные Гоголя и люди, которых он знал, пока жил на Украине.
В этом сборнике, в отличие от «Диканьки», где был Рудый Панько, нет единого человека, который ведёт рассказ, замыкающий их смысл.
Несмотря на то, что истории сгруппированы, их можно читать и по отдельности, не теряя смысла каждой повести.
Миргород был опубликован в двух томах, по две повести в каждом.

## Содержание сборника
- Первая часть:

1. «Старосветские помещики»
2. «Тарас Бульба»

- Вторая часть:

1. «Вий»
2. «Повесть о том, как поссорился Иван Иванович с Иваном Никифоровичем»

Художественное мышление Гоголя в «Миргороде» глубоко исторично. И это не случайно. Работа над ним совпала с серьёзным увлечением писателя исторической наукой. Это увлечение началось ещё в Нежинской гимназии, потом оно окрепло в процессе преподавания истории в Патриотическом институте, где Гоголь прослужил более четырёх лет.
Гоголь задумывал многотомную историю и географию Украины, делал наброски, собирал материалы к этому труду.